# Marathon Airlines
Marathon Airlines S.A. ist eine griechische Fluggesellschaft mit Sitz in der griechischen Stadt Glyfada und Basis auf dem Flughafen Athen-Eleftherios Venizelos.

## Dienstleistungen
Das Kerngeschäft der Fluggesellschaft besteht aus Executive Charter service, wet lease und Flugzeug Management Service. Die Fluggesellschaft expandiert aktuell und bietet seit März 2023 internationale Flüge zwischen Athen und Bengasi an.

## Flugziele
Am 2. März 2023 wurde die Linie vom Flughafen Athen-Eleftherios Venizelos zum Flughafen Bengasi aufgenommen.

## Flotte
Mit Stand April 2025 besteht die Flotte der Marathon Airlines aus sieben Flugzeugen mit einem Durchschnittsalter von 15,5 Jahren:
| Flugzeugtyp        | Anzahl | bestellt | Anmerkungen                                 | Sitzplätze | Durchschnittsalter |
| ------------------ | ------ | -------- | ------------------------------------------- | ---------- | ------------------ |
| Embraer Legacy 600 | 1      |          | Geschäftsreiseflugzeug; inaktiv             | 13         | 20,7 Jahre         |
| Embraer ERJ-175    | 3      | 1        | zwei inaktiv; eine betrieben für Aeroitalia | 88         | 13,0 Jahre         |
| Embraer ERJ-190    | 1      |          | betrieben für Aeroitalia                    | 100        | 17,1 Jahre         |
| Embraer ERJ-195    | 2      |          | inaktiv                                     | 118        | 15,8 Jahre         |
| Gesamt             | 7      | 1        |                                             |            | 15,5 Jahre         |

## Zwischenfälle
- Am 18. Februar 2024 kollidierte eine Embraer 195 (OY-GDC) auf Air-Serbia-Flug 324 (JU324, ASL86C) von Belgrad-Nikola Tesla nach Düsseldorf beim Start mit diversen Gerätschaften am Ende der Startbahn 30L. Der Pilot hatte die Startbahn nicht an deren Anfang, sondern über eine Auffahrt in deren Verlauf (intersection) befahren, was bei kleineren Flugzeugen üblich ist. Anders als er dachte, hatte er aber statt Auffahrt D6 Auffahrt D5 genommen, sodass er rund 1.100 Meter weniger Startbahn zur Verfügung hatte (bis zum Ende des Asphalts gut 1.300 Meter). Trotz Hinweis des Towers startete er von dort, wobei er unter anderem mit Teilen des Instrumentenlandesystems kollidierte. Am Flugzeug entstand erheblicher Schaden. Dennoch konnte es abheben, 1 Stunde Platzrunden fliegen und sicher zum Flughafen zurückkehren, ohne dass jemand verletzt wurde. Air Serbia kündigte daraufhin den Vertrag mit Marathon Airlines, der im Sommer rund 30 Flüge pro Tag umfassen sollte. Das Instrumentenlandesystem der Bahn 12R wurde von 3 auf 1 herabgestuft.[4][5]